# Transición democrática

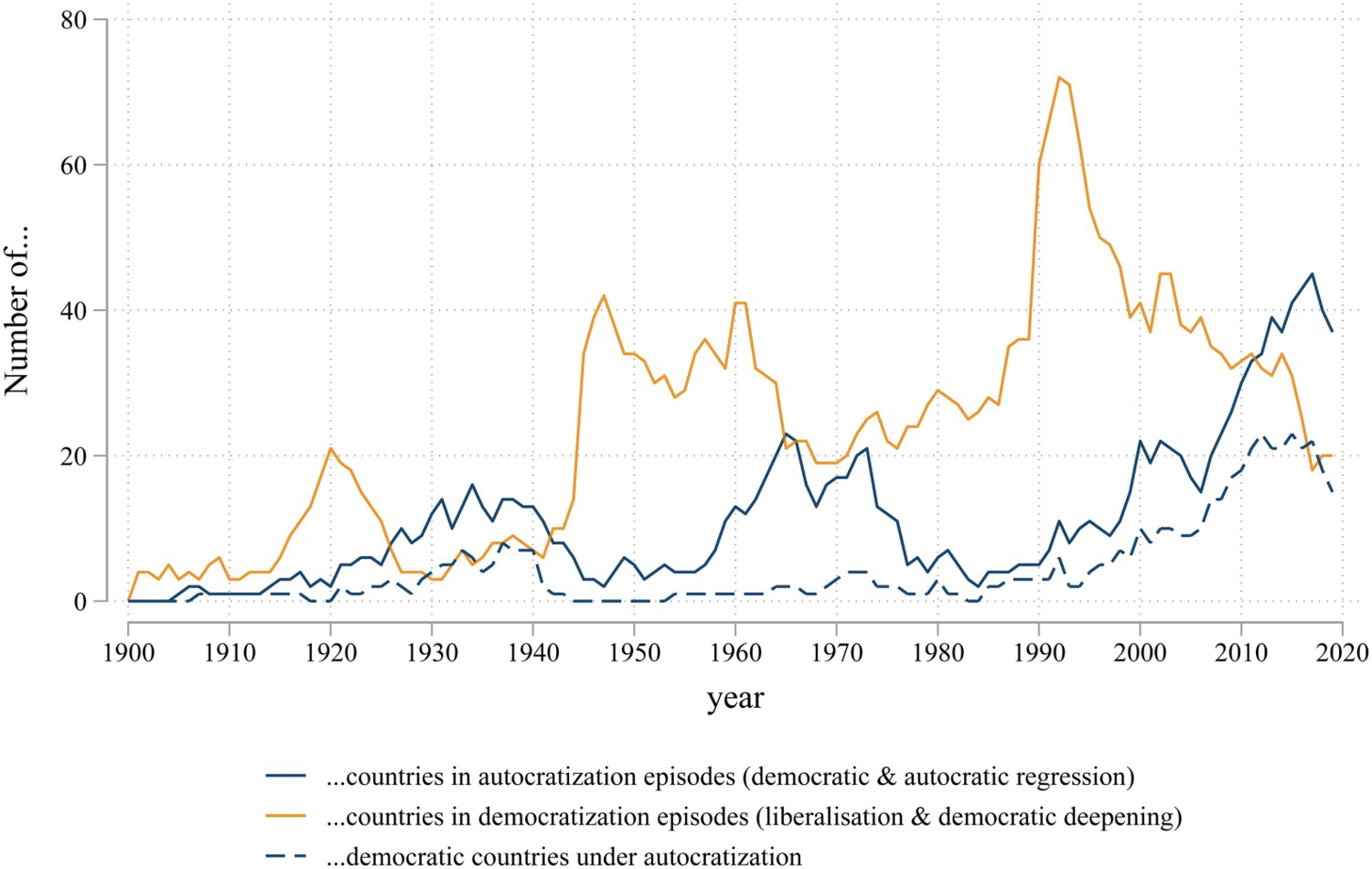
Desde c. 2010, el número de países que se convierten a regímenes autocráticos (azul) es mayor que los que se democratizan (amarillo).

Una transición democrática describe una fase en el sistema político de un país, en el que se cambia de un régimen autoritario a uno democrático. El proceso se conoce como democratización, por los cambios políticos que se mueven en una dirección democrática.
A nivel global, cambios en los poderes hegemónicos generan oportunidades para que en los países subordinados se produzcan reformas internas radicales.
Aunque a menudo los regímenes de transición experimentan más disturbios civiles, pueden considerarse estables en una fase de transición durante décadas. Desde el final de la Guerra Fría, los regímenes de transición se han convertido en la forma de gobierno más común. El análisis académico de la naturaleza decorativa de las instituciones democráticas concluye que el retroceso democrático opuesto (autocratización), una transición al autoritarismo es la base más predominante de los regímenes híbridos modernos.

## Fases
Siguiendo al politólogo italiano Leonardo Morlino y al español Manuel Alcántara Sáez, Cesáreo Aguilera ha establecido cuatro fases en los procesos de transición democrática, es decir, «en el espacio de tiempo que discurre entre la crisis de un régimen autoritario y la instauración de un sistema pluralista», aunque recuerda que «ninguna transición es un proceso lineal o racional pues siempre hay demasiada incertidumbre»:

### 1. Crisis del régimen autoritario
La crisis del régimen autoritario se suele deber a su incapacidad para introducir nuevas políticas que satisfagan las crecientes demandas populares, sobre todo cuando se producen cambios estructurales, como el paso de sociedades agrarias y rurales a otras de tipo industrial y urbano. También puede influir la presión exterior, aunque lo más frecuente es que sean los factores internos los que lleven a las elites dominantes a concluir que la introducción de ciertos cambios es indispensable.
Según César Aguilera, en el análisis de los factores de la crisis del régimen autoritario se pueden diferenciar tres tipos:

1) Genéricos. Entre los exógenos sobresalen los procesos de apertura económica y la presión internacional y entre los endógenos los cambios en la composición de las elites, las modificaciones de los recursos y los valores y la movilización popular. 2) Específicos. Son destacables la incapacidad de la coalición dominante para adaptarse a las nuevas circunstancias y la ineficacia para reproducir el régimen. 3) Determinantes. Crisis de legitimidad autoritaria, aumento del número de socios insatisfechos en la coalición dominante, erosión de la capacidad del régimen para limitar la expansión del pluralismo y aumento de la movilización social que disminuye las posibilidades de la represión.

### 2. Preparación: pugna entre el poder y la oposición
El desarrollo de esta fase solo es posible cuando la coalición dominante muestra síntomas claros de «agotamiento» o cuando en su seno se impone el sector «blando», dispuesto a introducir cambios y a llegar a ciertos acuerdos con la oposición moderada, por lo que también resulta clave el predominio de este sector menos intransigente en el conjunto de la oposición al régimen autoritario. «Si la oposición radicaliza en exceso su política puede hacer que los "blandos" evalúen de otra forma su apoyo al cambio y den marcha atrás. Así, por ejemplo, amenazas a las estructuras verticales de los mandos militares o a la alta nomenklatura, integridad territorial del Estado, posición del país en las alianzas internacionales, derechos de propiedad/mercado, incitación/uso de la violencia». Por otro lado, durante esta fase, como en las restantes, sigue presente la amenaza de involución por parte de los sectores «duros» que se sienten marginados ante la nueva situación y que en ocasiones consiguen limitar la democratización, aunque cuanto más sólido sea el «pacto democrático» entre los «blandos» y la oposición, aunque comporte ciertas renuncias por parte de esta última, más difícil será el triunfo de los involucionistas.
En esta fase puede resultar decisiva la posición de las Fuerzas Armadas, facilitando el proceso si se alinean con los «blandos» o dificultándolo si se alinean con los «duros». Más aún si se trata de una dictadura militar ya que pueden constituir un obstáculo para el éxito de la transición «1) la cuestión de las responsabilidades en la represión y en los negocios fraudulentos, y 2) la reducción/eliminación de la autonomía corporativa (derecho del Gobierno civil a modificar las ordenanzas militares, a disponer de los nombramientos internos y a controlar el presupuesto de defensa)». Pero también se puede dar el caso de que sea un sector de las Fuerzas Armadas el que inicie proceso de transiición derribando el régimen autoritario, como en Portugal..

### 3. Instauración: superación del régimen existente
Constituye la fase decisiva pues culmina con el establecimiento de un régimen pluralista legitimado por la «voluntad popular» expresada en las «elecciones fundacionales» que definirán procedimientos e instituciones. «De entrada, parece preferible la representación proporcional, el parlamentarismo y una política de coaliciones múltiples antes que un precoz "mayoritarismo" y una rápida alternancia de dos grandes partidos», señala Cesáreo Aguilera, que también destaca que «de ordinario, las primeras elecciones suelen tener una alta participación y abren un debate general sobre el nuevo régimen». Por otro lado, Aguilera ha subrayado asimismo que «cuanto más amplio sea el espectro de partidos que participe en el proceso de instauración, más fácil será la consolidación... Sólo el pacto entre élites diferentes y la movilización social de apoyo y presión pueden dar resultados duraderos».

### 4. Consolidación
Para que el nuevo régimen democrático se consolide, es decir, para que el proceso de transición sea irreversible, es importante que el sistema de partidos resultante de las primeras elecciones libres esté integrado por formaciones predispuestas al acuerdo (al consenso) y que las principales opciones políticas, a derecha y a izquierda, no estén sobre/subrepresentadas. También contribuye a la consolidación un alto grado de movilización social (la resurrección o el nacimiento de la sociedad civil) porque le confiere una mayor legitimidad al nuevo régimen (aunque la transición llevada a cabo «desde arriba» también es posible). En definitiva, como ha destacado César Aguilera, la clave de la consolidación reside en la aceptación sin reservas del sistema democrático por parte de las elites y de la sociedad, «que hace imposible la involución autoritaria». En cuanto a la forma que adquirirá el nuevo régimen se puede optar por la recuperación del sistema democrático anterior (como Uruguay o Argentina), elaborar uno nuevo (como España, Brasil o Hungría) o por una fórmula mixta que recoja algún elemento del régimen autoritario (como en Chile y en Polonia).
Por otro lado, la adopción de un sistema presidencialista puede dificultar la consolidación porque «puede excluir a las minorías, limita las expectativas de influir en el proceso político y favorece una polarización quizá prematura en democracias frágiles», lo que no sucede con el parlamentarismo porque «favorece pactos y coaliciones», «además de reducir el antagonismo bipolar en una situación fluida y no plenamente consolidada», ha señalado César Aguilera. Y un aspecto especialmente delicado para que la transición culmine con éxito es la cuestión de las «cuentas con el pasado», es decir, la exigencia de responsabilidades por la represión, especialmente si las Fuerzas Armadas tuvieron una participación directa en la violación de los derechos humanos, ya que sus cúpulas intentarán imponer una especie de derecho de veto.
Pero no siempre las transiciones han dado paso a democracias plenas, pues en ocasiones el resultado ha sido una democracia «limitada» (en la que perviven elementos del régimen autoritario), una democracia «protegida» (en la que la coalición autoritaria impone sus condiciones) o los regímenes híbridos (en los que las elites autoritarias siguen gobernando con simples retoques, como en caso de la mayor parte los países de la antigua Unión Soviética, incluida la propia Federación Rusa, que ha sido calificada como una «democradura» o un «sistema autoritario competitivo»). Asimismo puede que se limiten al estricto ámbito socioeconómico, como en el caso la República Popular China). Por último, las transiciones democráticas puede que no se consoliden y den paso a la vuelta a un régimen autoritario o a una guerra civil, como ha sucedido con las «primaveras árabes».